# Wolfgang Welsch (Fluchthelfer)

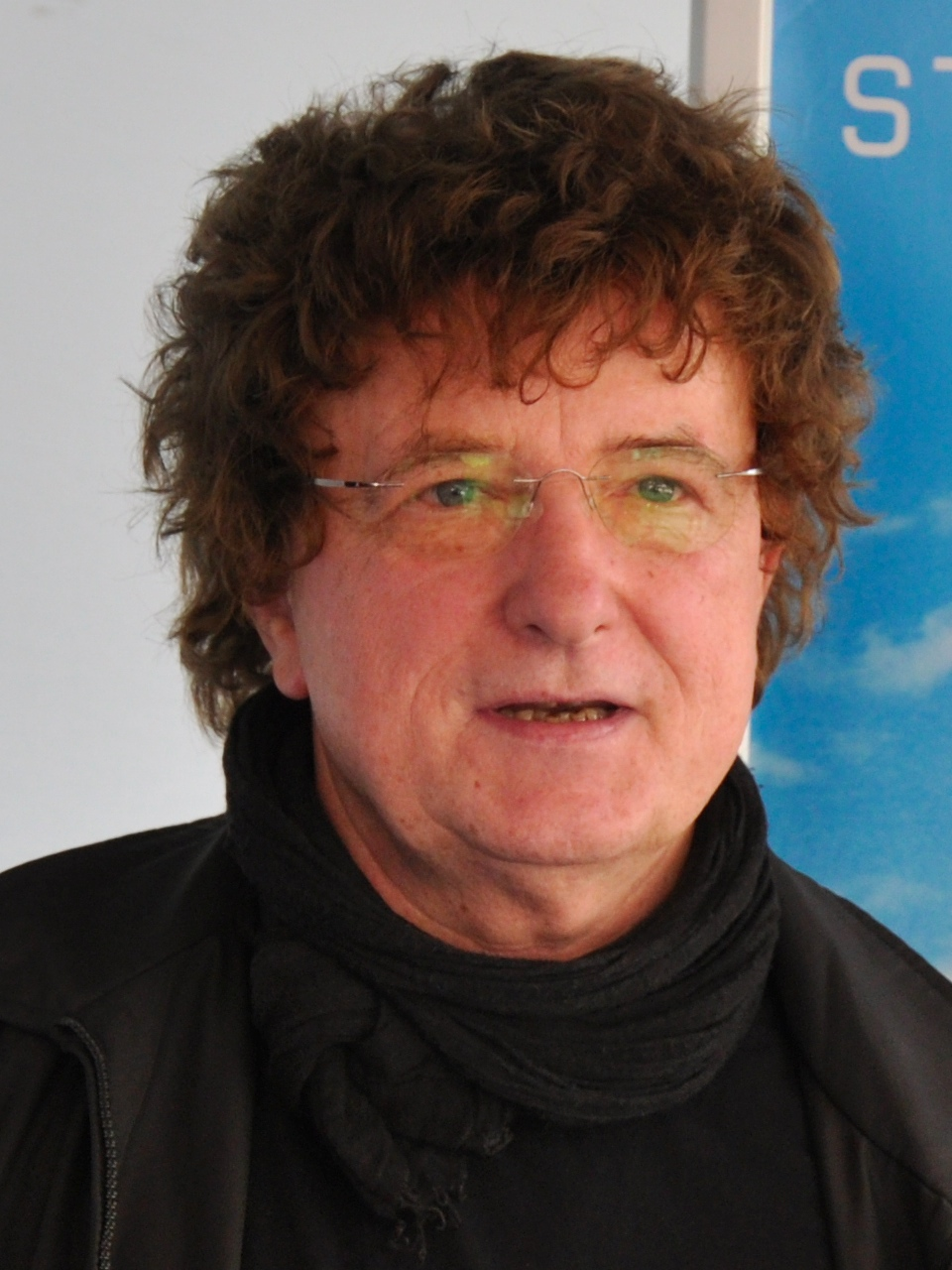
Wolfgang Welsch im April 2010 in Trier

Wolfgang Welsch (* 5. März 1944 in Berlin) ist ein ehemaliger politischer Gefangener in der DDR und anschließend Fluchthelfer. 1981 überlebte der ehemalige DDR-Dissident und Widerstandskämpfer gegen die SED-Diktatur nur knapp mehrere Mordanschläge von Agenten des Ministeriums für Staatssicherheit. Er ist heute als Publizist und Politologe tätig.

## Leben
Welsch wuchs in einem bürgerlich-christlichen Elternhaus in Ost-Berlin auf. Während der Schulzeit nahm er Schauspielunterricht und arbeitete u. a. mit Wolf Biermann am Berliner Arbeiter- und Studententheater (bat). Nach Abitur und Abschluss einer Schauspielausbildung bei Marie Borchardt bekam er Engagements bei der DEFA und dem Deutschen Theater sowie einen Förderungsvertrag beim Deutschen Fernsehfunk.

### Widerstandskämpfer in der DDR
Nach einem vergeblichen Fluchtversuch aus der DDR bei Boizenburg am 22. Mai 1964 wurde Wolfgang Welsch zu zehn Jahren Zuchthaus verurteilt und verbüßte dieses im Stasi-Gefängnis Berlin-Pankow, im Gefängnis Bautzen und im Zuchthaus Brandenburg. Dort wurde er durch  Angehörige des Ministeriums für Staatssicherheit, dann in Bautzen durch andere Häftlinge misshandelt. Auf Initiative des Anwaltes Wolfgang Vogel wurde Welsch 1966 vorzeitig entlassen. Das Angebot, in die Bundesrepublik auszureisen, lehnte er ab, weil er einen Film über seine Erfahrungen und das System DDR plante. Arbeitstitel Discite moniti.
Er begann eine Arbeit als Assistent bei der DEFA und parallel dazu mit zwei Freunden Dreharbeiten zu einem Dokumentarfilm gegen das SED-Regime. Er nutzte hierzu eigene Aufzeichnungen aus seiner Haftzeit, die er durch seine Mutter aus dem Gefängnis schmuggeln konnte. Nach Verrat wurde Welsch erneut verhaftet. Da das Ministerium für Staatssicherheit noch nicht erfahren hatte, dass er mit den Dreharbeiten begonnen hatte, wurde Welsch lediglich wegen Vorbereitungen eines „Hetz-Films“ verurteilt. Das Urteil lautete fünf Jahre Haft wegen Hochverrates.
Nach seiner zweiten Verhaftung kam es nach seinen eigenen Angaben neben Folterung auch zu Isolationshaft und zu einer Scheinhinrichtung, um den Gefangenen geständig zu machen. Zudem habe er acht Tage und Nächte nur mit Unterwäsche bekleidet in einer „Eiszelle“ bei Frostgraden überlebt. Im Gerichtssaal warf Welsch nach der Urteilsverkündung dem Staatsanwalt Methoden aus dem Dritten Reich vor, die aus einem DDR-Bürger, der nicht mehr in der DDR leben wollte, einen widerständigen Staatsfeind gemacht hatten.
Im Jahre 1971 zählte Welsch zu den politischen Häftlingen, die auf Initiative von Willy Brandt freigekauft wurden. Er studierte an der Justus-Liebig-Universität in Gießen Politikwissenschaft und Soziologie und promovierte 1977 mit einer Dissertation über das Ministerium für Staatssicherheit (MfS). Titel der Dissertation ist „Arbeitsweise, Aufgabenstellung und Zielsetzung des Ministeriums für Staatssicherheit der DDR“, Helge Pross war Doktormutter.

### Fluchthilfe und versuchte Ermordung
Zugleich begann Welsch mit dem Aufbau einer Fluchthilfeorganisation, die, laut seiner überkommenden Liste, 220 Menschen bei der Flucht aus der DDR half. Dabei legte er Wert darauf, möglichst Personen mit hoch qualifizierten Berufen wie Ärzte, Wissenschaftler u. ä. auszuschleusen, um so der DDR gleichzeitig einen möglichst hohen Schaden zuzufügen. Durch seine Fluchthilfeaktivitäten geriet er erneut in das Visier des MfS. Es folgten Mordanschläge auf Welsch, die von Erich Mielke angeordnet worden waren.
Zuerst wurde eine Bombe in seinem Auto in der Bundesrepublik Deutschland platziert. Der Sprengsatz explodierte, Welsch überlebte verletzt. Nach Fehlschlagen dieses Versuchs lockte ihn sein mittlerweile guter Freund Peter Haack, der vom MfS eigens auf Welsch angesetzt worden war, nach England, wo ein Heckenschütze während einer Autobahnfahrt auf ihn schoss. Welsch beugte sich jedoch in diesem Moment nach unten, um seine hinuntergefallene Pfeife aufzuheben, wodurch ihn die Gewehrkugel knapp verfehlte. Es existiert ein Foto, auf dem Welsch und Haack anschließend ratlos vor der völlig zersplitterten Frontscheibe ihres Lieferwagens stehen.
Schließlich sollte Haack bei einem gemeinsamen Israel-Urlaub 1981 mit Welschs Familie diese mit Thallium umbringen, einem seltenen, geschmacks- und geruchlosen Gift. Er verabreichte es in einer mehrfach tödlichen Dosis in selbstgemachten Frikadellen beim gemeinsamen Essen beim Campen. Welschs Tochter aß kaum etwas, seine Frau übergab sich am selben Abend ausgiebig und blieb deshalb unversehrt. Welsch überlebte nur knapp nach einer monatelangen Phase extremer Schmerzen, die charakteristisch für eine Thallium-Vergiftung sind. Westdeutsche Toxikologen hielten ihn nach vergeblicher Suche nach der Ursache zunächst für einen Simulanten und schickten ihn schließlich nach Hause. Sie erkannten die Vergiftung erst bei einer nachträglichen Laboruntersuchung. Haack verschwand nach diesem Ereignis. Er schickte noch eine mit krakeliger Schrift geschriebene Postkarte aus Argentinien, auf der stand, dass es ihm schlecht gehe. Erst nach dem Mauerfall fand Welsch durch seine Stasi-Akte die Wahrheit über seinen vermeintlichen Freund heraus, dass es der von der Stasi auf ihn angesetzte IM „Alfons“ war und dass dieser mittlerweile unter falschem Namen in der Bundesrepublik Deutschland lebte.
Dass Stasi-Mitarbeiter tatsächlich im Westen Tötungspläne erfolgreich umsetzten, beweist der Fall des Bernd Moldenhauer, in dem – wie in Welschs Falls – ein enger Vertrauter des Opfers im Auftrag der Stasi zum Mörder wurde.
Welschs damalige Ehefrau, die ihm bei seinen Fluchthilfe-Aktivitäten half, machte nach ihrer Verhaftung bei einer Fluchthilfe-Aktion gegenüber bulgarischen Behörden weitgehende Aussagen und verriet wichtige Details und Namen.

### Nach dem Mauerfall
Welsch setzte im Jahre 1990, kurz nach dem Fall der Mauer, die Strafverfolgung durch. Sein angeblicher Freund Haack wurde als Giftattentäter überführt und 1994 wegen Mordversuchs zu sechseinhalb Jahren Freiheitsstrafe verurteilt. Dessen ehemaliger Stasi-Führungsoffizier Heinz Fiedler erhängte sich am 15. Dezember 1993 in der Untersuchungshaft in der Justizvollzugsanstalt Moabit, wodurch die eigentlichen Befehlsgeber – darunter MfS-Minister Erich Mielke – mangels des Hauptzeugen nicht mehr zur Rechenschaft gezogen werden konnten.
Wegen ernstzunehmender Morddrohungen ging Welsch von 1992 bis 1994 ins Ausland, unter anderem nach Costa Rica. Wolfgang Welsch lebt als freier Autor und Publizist in Sinsheim.
Welschs Buch Ich war Staatsfeind Nr. 1 wurde 2004 unter dem Titel Der Stich des Skorpion unter der Regie von Stephan Wagner verfilmt. Das Buch geriet allerdings auch in Kritik: Teilweise sei der Umgang mit nicht unwichtigen Details eher lax, beziehungsweise die von ihm geschilderten Geschehnisse könnten sich so nicht abgespielt haben oder seien zumindest sehr unwahrscheinlich. Allerdings hatte Welsch ähnlich kritische Aussagen von Journalisten nach eigenen Angaben in seinem Buch auch kurz nach der Wende gehört, als er die Geschichte des oben beschriebenen Giftanschlags auf sich publik machen wollte. So hätten ihn etwa Journalisten des Spiegel als unglaubwürdig und als Phantasten bezeichnet, denn die Stasi habe so etwas nicht getan.

## Auszeichnungen
- 2015 Robert-Schuman-Medaille, Auszeichnung verliehen im Beisein von Rainer Wieland[8]

## Veröffentlichungen
- Repression und Folter an Untersuchungshäftlingen des MfS. In: Lothar Mertens, Dieter Voigt (Hrsg.): Opfer und Täter im SED-Staat. Duncker und Humblot, Berlin 1998, ISBN 3-428-09422-0, S. 110 ff.
- Widerstand und MfS im SED-Staat. Folgen und Konsequenzen. Schmidt-Pohl, Schwerin 1999, ISBN 3-934406-02-5.
- Klage. Gedichte gegen die Diktatur. Schmidt-Pohl, Schwerin 2000, ISBN 3-934406-03-3.
- Ich war Staatsfeind Nr. 1. Fluchthelfer auf der Todesliste der Stasi. Eichborn, Frankfurt 2001, ISBN 3-8218-1676-7; 4. überarbeitete Auflage: Der Stich des Skorpion. Ich war Staatsfeind Nr. 1. Piper, München/Zürich 2004, ISBN 3-492-24281-2.[7][9]
- Die verklärte Diktatur. Der verdrängte Widerstand gegen den SED-Staat. Helios, Aachen 2009, ISBN 978-3-938208-93-9.[10]
- Im Spiegel der Zeit. Readers Digest 655, Stuttgart, Zürich, Wien 2002, ISBN 3-87070-982-0.
- Strahlungen in Dunkler Zeit. Hrsg. von J. Schmidt-Pohl, Schwerin 2002, ISBN 3-934406-05-X.
- Die vergessenen Opfer der Mauer. Hrsg. von H. Knabe, List, 2009, Co-Autor, ISBN 978-3-548-60883-9.
- Im Teufelskreis des Traumas in: Trauma & Gewalt. Hrsg. von Seidler/Freyberger/Maerker, 2009.
- Unerträgliche Verharmlosung, in: Komma, Magazin f. christl. Kultur. Hg MM, Aachen 2009.
- Schwierigkeiten mit der Wahrheit. Remscheid 2009, ISBN 978-3-86870-127-2.
- Mein Widerstand gegen den SED-Staat. 2-te DVD, History-TV/OEZ, Berlin 2010.
- Ich war Staatsfeind Nr. 1. Schauspiel, Auftragsarbeit Theater Trier, Uraufführung 2010.
- Aus einem fernen Land, Gedichte. Remscheid 2011, ISBN 978-3-86870-402-0.
- Der Staat als Gewalttäter in: Psychoanalyse, Texte zur Sozialforschung. 16. Jg., H2 (29) 2012.
- Ich war Staatsfeind Nr. 1. Hörbuch bei Audible/Amazon, 2013.
- Friedliche Revolution und Demokratie. Hrsg. von Jesse/Schubert, Ch. Links Berlin, 2015, Co-Autor, ISBN 978-3-86153-834-9.
- Ich war Staatsfeind Nr. 1. 9. Aufl. Piper München, Zürich 2015, ISBN 978-3-492-26167-8.